# ۱-نونیل-۴-فنول
۱-نونیل-۴-فنول (به انگلیسی: 1-Nonyl-4-phenol) یک ترکیب شیمیایی با شناسه پاب‌کم ۱۷۵۲ است. شکل ظاهری این ترکیب، بلورهای سفید است.